# Escudo de las Islas Baleares
El escudo de las Islas Baleares está regulado en la Ley 7/1984, de 21 de noviembre, del escudo de la comunidad autónoma de las Islas Baleares. Actualmente es, junto a la bandera, uno de los símbolos oficiales de la comunidad autónoma. 

## Historia
Los historiadores Faustino Menéndez Pidal de Navascués y Juan José Sánchez Badiola lo documentan por primera vez en dos armoriales de la segunda mitad del siglo XIII: Wijnbergen y Lord Marshal's Roll, que lo atribuyen al rey de Mallorca. Otro armorial de la época, el del Hérault Vermandois, le asigna las armas aragonesas, y el de Gelre, del siglo XIV, las mismas armas, pero con los esmaltes invertidos; es decir, el campo de gules (rojo) y los palos de oro. Figura en el testamento de Jaime III de Mallorca (1349), fue utilizado posteriormente por diversos miembros de la Casa Real de Mallorca, del Reino de Aragón y de la monarquía española. Aparece con frecuencia en documentos cartográficos de los siglos XVII y XVIII. En el siglo XIX se documentó de forma marginal como uno de los símbolos administrativos de las Islas Baleares.
La descripción heráldica es: de oro, cuatro palos de gules (rojos), y una cotiza de azur (azul), puesta en banda, brochante sobre el todo.

## Legislación y diseño
En Decreto de 7 y 16 de agosto de 1978, el Consejo General Interinsular lo adoptó provisionalmente como símbolo de las Islas Baleares.
El escudo está constituido por las cuatro barras rojas en sentido vertical sobre fondo amarillo, cruzadas diagonalmente por una banda azul colocada desde el ángulo superior derecho a la parte inferior opuesta.
La anchura de las barras rojas y la de los espacios amarillos serán iguales para unas y para los otros y equivaldrán a la novena parte de la anchura del escudo.
La anchura de la banda azul tendrá la proporción de 1,5 respecto de la de las barras rojas.
Alrededor del escudo se colocarán como adorno unos lambrequines de hojas de acanto de color dorado, de una anchura sensiblemente igual a la de las barras rojas.
Tendrá la forma del escudo, que en heráldica se denomina escudo español.
Las medidas del escudo estarán en proporción 4/3 por lo que se refiere a la relación altura-anchura. 

## Versiones

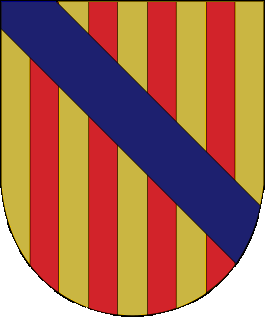
Escudo del Reino de Mallorca, del cual proviene el escudo de las Islas Baleares.
Versión heráldica del escudo de las Islas Baleares.
Versión institucional del escudo de las Islas Baleares desde 2024.